# Phalaeops mossambicus
Phalaeops mossambicus är en spindelart som beskrevs av Roewer 1955. Phalaeops mossambicus ingår i släktet Phalaeops och familjen vårdnätsspindlar.
Artens utbredningsområde är Moçambique. Inga underarter finns listade i Catalogue of Life.